# Gymnostomum bescherellei
Gymnostomum bescherellei là một loài rêu trong họ Pottiaceae. Loài này được Broth. & Geh. ex Herzog mô tả khoa học đầu tiên năm 1910.